# Крестоповщина
Крестоповщина (укр. Хрестопівщина) — село в Корюковском районе Черниговской области Украины. Население 31 человек. Занимает площадь 0,046 км².
Код КОАТУУ: 7425889205. Почтовый индекс: 15220. Телефонный код: +380 4654.

## Власть
Орган местного самоуправления — Хотуничский сельский совет. Почтовый адрес: 15220, Черниговская обл., Корюковский р-н, с. Хотуничи, ул. Шевченко, 143.